# Jeenankunte, Mulbagal
Jeenankunte là một làng thuộc tehsil Mulbagal, huyện Kolar, bang Karnataka, Ấn Độ.